# Motobic

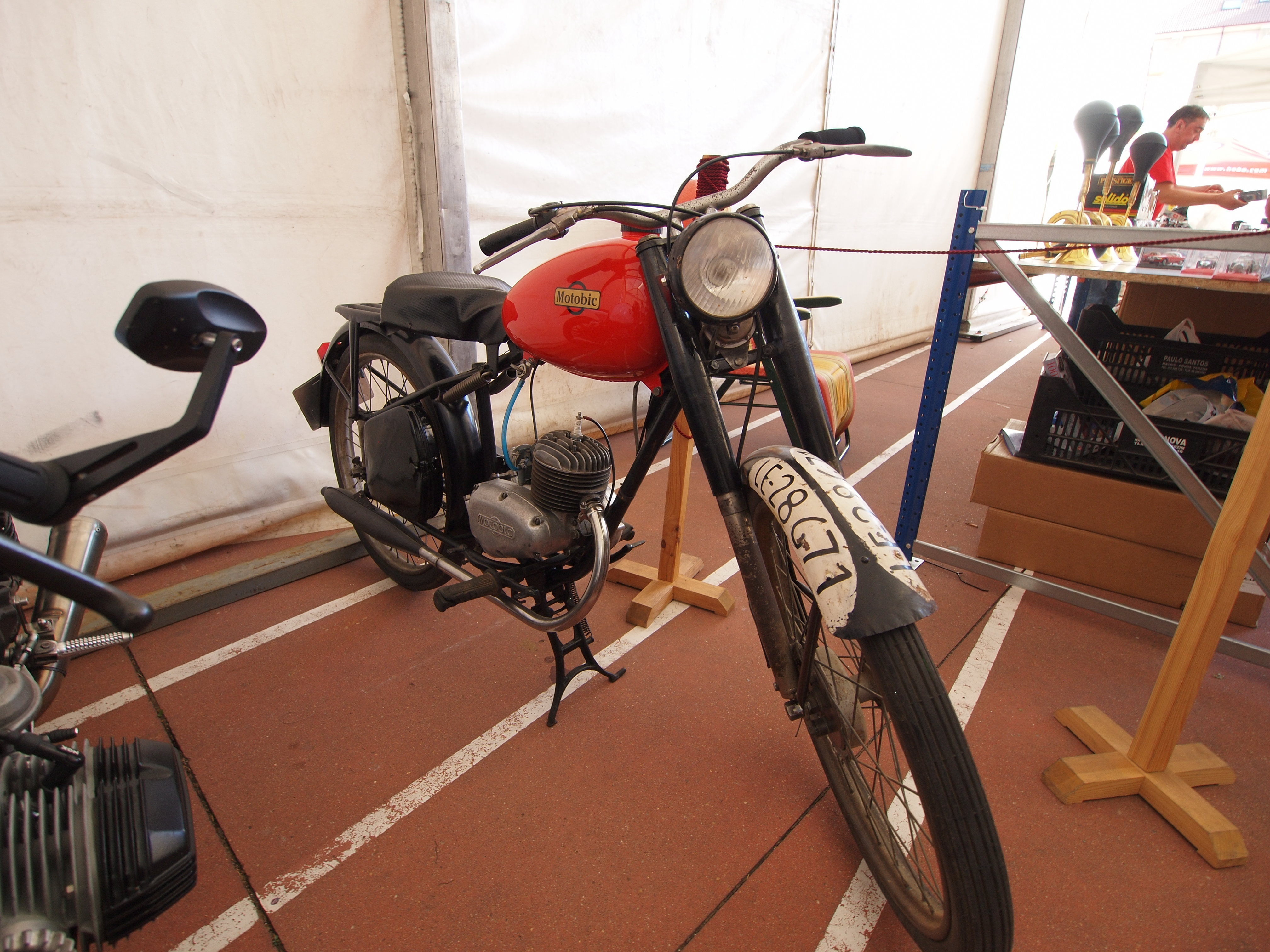
Motobic motorfiets

Motobic is een historisch motorfietsmerk.
Fabrica de Motores Cyclomotores y Motocycletas Motobic, Eibar. 
Spaans bedrijf dat in 1949 begon met de productie van 49-, 74- en 98 cc tweetakten. In 1955 waren er alleen nog 80 cc tweetakten leverbaar. In 1957 echter weer brom- en motorfietsen van 49-, 60-, 75-, 82- en 100 cc. In de jaren zestig werd het 75 cc-model Saeta en twee scootermodellen van 75- en 95 cc gepresenteerd. Rond 1963 werd de productie beëindigd.